# Ronan Loughnane
Pas d'image ? Cliquez ici

a Compétitions nationales et continentales officielles uniquement.

b Matchs officiels uniquement.
Dernière mise à jour le 18 août 2025.
Ronan Loughnane, né le 15 avril 2001 à Birr (Irlande), est un joueur irlandais de rugby à XV, évoluant aux postes de talonneur au Stade aurillacois en Pro D2.

## Biographie
Originaire de Birr, ville du Comté d'Offaly traditionnellement tournée vers le hurling, Ronan Loughnane est formé au Birr RFC (en) et au Cistercian College Roscrea, avec lequel il dispute le championnat scolaire irlandais. Il évolue ensuite en club avec l'University College Dublin RFC et intègre l'Academy (centre de formation) du Leinster,.
International irlandais chez les moins de 18 ans en 2019, il est titularisé au poste de talonneur avec les Irish Schoolboys (en) face à l'Angleterre. Il est également appelé chez les moins de 20 ans irlandais durant l'année 2021. Loughnane dispute ainsi l'intégralité des matches du Tournoi des Six Nations des moins de 20 ans 2021, étant titularisé à quatre reprises.
À partir de l'été 2021, il prend part à des entraînements avec le Munster et dispute un match avec leur équipe développement.
Toutefois, en novembre 2021, il s'engage pour trois saisons avec le club français du Stade aurillacois, évoluant en Pro D2. Lors de la saison 2021-2022, il effectue ses débuts professionnels le 11 mars 2022 lors d'un déplacement à l'US bressane, puis dispute un second match face au RC Vannes lors de l'avant-dernière journée de Pro D2. Au mois de juin, il remporte le titre de champion de France espoirs avec le Stade aurillacois, étant titularisé à son poste de talonneur lors de la victoire en finale face au Stade toulousain (37-26).
Lors de la saison 2023-2024, après une saison 2022-2023 au temps de jeu limité (deux titularisations), Ronan Loughnane engrange davantage de temps de jeu et participe à quinze matchs, dont huit comme titulaire, s'imposant progressivement dans la rotation au poste de talonneur. Durant la saison, en avril 2024, il signe son premier contrat professionnel, le liant au Stade aurillacois jusqu'en 2027.
Enfin, la saison 2024-2025 le voit s'imposer comme un joueur important de l'équipe, participant à vingt-trois rencontres pour douze titularisations.

## Palmarès
- Vainqueur du Championnat de France espoirs en 2022 avec le Stade aurillacois.